# Ulrika Bergman
Ulrika Bergman, född 11 juni 1975 i Östersund, är en svensk curlingspelare från Sveg. Hon var silvermedaljör i europeiska mästerskapen 1997 och silvermedaljör i juniorvärldsmästerskapen samma år. 
Bergman var reserv i Anette Norbergs lag under ett antal år då de deltog i internationella sammanhang i VM, EM och OS. Hon var bland annat med som reserv när de tog guld under OS 2006 i Turin.